# Jorge Comas (nuotatore)
Jorge Comas (Barcellona, 8 febbraio 1954) è un nuotatore spagnolo che ha partecipato alle Olimpiadi estive del 1972 e del 1976.
Ha partecipato ai Giochi Monaco di Baviera 1972 e Montréal 1976, dove ha gareggiato nei 100m sl, Staffetta mista 4 × 100 metri, uomini, mentre nel 1972 ha gareggiato anche nella Staffetta 4 × 100 metri stile libero.